# اسماعیل کولیبالی
اسماعیل کولیبالی (انگلیسی: Ismaël Coulibaly؛ زادهٔ ۲۰ نوامبر ۱۹۹۲) یک تکواندوکار اهل مالی است.
از افتخارات وی میتوان به کسب مدال برنز وزن ۷۴ کیلوگرم در مسابقات جهانی تکواندو ۲۰۱۱ و ۲۰۱۵ اشاره کرد.